# USS Gilbert Islands (CVE-107)
«Гілберт-Айлендс» (англ. USS Gilbert Islands (CVE-107)) — ескортний авіаносець США часів Другої світової війни типу «Комменсмент Бей».

## Історія створення
Авіаносець «Гілберт-Айлендс» був закладений 29 листопада 1943 року на верфі «Todd Pacific Shipyards» у Такомі під назвою «St. Andrews Bay», але у процесі будівництва перейменований на «Гілберт-Айлендс». Спущений на воду 20 липня 1944 року, вступив у стрій 5 лютого 1945 року.

## Історія служби
Після вступу у стрій авіаносець «Гілберт-Айлендс» брав участь у десантах на Окінаву (05-06.1945) та Борнео (06-07.1945).
З серпня 1945 року авіаносець забезпечував дії плавучого тилу 3-го флоту США.
25 травня 1946 року авіаносець був виведений у резерв.
7 вересня 1951 року корабель знову був введений у стрій та використовувався як авіатранспорт.
7 травня 1959 року «Гілберт-Айлендс» перекласифікований в авіатранспорт AKV-39.

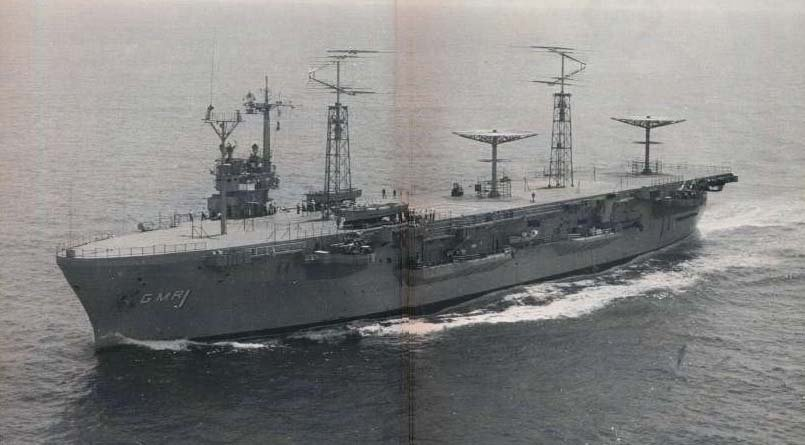
«USS Annapolis (AGMR-1)» біля берегів В'єтнаму, 1967 рік

1 червня 1961 року корабель був виключений зі списків флоту і протягом серпня 1962—березня 1964 років був перебудований на стратегічний ретрансляційний корабель, який отримав назву «USS Annapolis (AGMR-1)». Протягом 1965—1969 років корабель, укомплектований цивільним екіпажем, використовувався для забезпечення зв'язку американських військ біля берегів В'єтнаму.
20 грудня 1969 року корабель був виведений у резерв, 15 жовтня 1976 року виключений зі списків флоту проданий на злам.